# Całe miasto o tym mówi
Całe miasto o tym mówi – powieść amerykańskiej pisarki i aktorki, Fannie Flagg, po raz pierwszy wydana w 2016 roku. Została przetłumaczona na polski i wydana w 2018 roku. Jest czwartą częścią cyklu Elmwood Springs. Po zakończeniu pisania powieści autorka uznała, że czuje się już zmęczona i nie będzie pisać kolejnych powieści – stworzy co najwyżej opowiadania.

## Powieść, a aspekty historyczne
Akcja powieści Fannie Flagg rozgrywa się na przestrzeni trzech stuleci. W związku z tym posiada wątki dotyczące I oraz II wojny światowej, wątek sufrażystek, czy nawet modę na stepowanie. Dość istotny okazuje się wątek chłopca, który zmarł młodo w trakcie II wojny światowej. Nie pogłębia jednak tych tematów, skupiając się raczej na spokojnym, swojskim życiu mieszkańców Elmwood Springs.

## Fabuła[5]
W 1889 roku, mający dwadzieścia osiem lat Lordor Nordstorm opuścił Szwecję, mając zamiar kupić ziemię w Ameryce. Założył osadę w Missouri, która została nazwana Swede Town. Mając trzydzieści siedem lat opublikował ogłoszenie matrymonialne, chcąc poślubić Szwedkę. Zgłosiła się do niego Katrina Olsen. Lordor Nordstorm natychmiast zakochał się w jej zdjęciu. Para zaczęła ze sobą korespondować, po czym Katrina zdecydowała, że przyjdzie poznać swojego adoratora. Młodzi prędko się w sobie zakochali.
Podczas ich pierwszej wspólnej nocy świnia Kartoflanka, podarowana im przez małżeństwo Knottów zdemolowała cały parter ich wspólnego domu. Mimo tak nieszczęśliwego początku związku, para doskonale się dogadywała. Prędko doczekali się dwójki dzieci i żyli razem w radosnej atmosferze pełnej miłości.
W międzyczasie Swede Town rozwijało się. Lordor Nordson, za namową żony, postanowił stworzyć sklepy, kościół, salę zgromadzeń i domy dla kupców. Nowe miasteczko zostało przechrzczone na Elmwood Springs. Podczas pierwszego zebrania miasteczka Lordor Nordson został wybrany na burmistrza. W ciągu następnego roku do Elmwood Springs zaczęli przyjeżdżać specjaliści: lekarze, kupcy, prawnicy, a także kaznodzieja.
Mijają lata. Na cmentarzu Spokojne Łąki jako pierwszy pojawia się Lordor. Po jakimś czasie zaczynają do niego dołączać kolejni mieszkańcy Elmwood Springs. Równolegle toczy się życie w miasteczku z życiem na cmentarzu, którego mieszkańcy komentują poczynania kolejnych pokoleń osadników.

## Nazwa miejscowości
Pierwsza nazwa, Swede Town, nawiązywała do pochodzenia jej założyciela. Lordora Nordstorma. Po tym, jak osada rozrosła się i stała się miastem, została nazwana Elmwood Springs. Wzięła się od słów elm, czyli wiąz oraz springs, czyli źródło. Mieszkańcy zdecydowali się na taką nazwę, ponieważ w okolicy nie brakowało ani wiązów, ani źródeł.

## Bohaterowie
- Lordor Nordstorm – Szwed, który założył osadę w Missouri. Z wyznania jest luteranem. Posiada stado krów. Jest dość nieśmiałym człowiekiem.
- Katrina Olsen – urodzona w listopadzie 1865 roku Szwedka. Wyjechała do Chicago, ponieważ jej rodzina była zbyt biedna, aby się utrzymać. Przed poznaniem Lordora Nordstorma pracowała jako służąca. Luteranka. Opisywana jako osoba drobna, skromna i cicha, z jasną cerą i niebieskimi oczami. Przez przebytą w dzieciństwie chorobę ma problemy ze wzrokiem.
- Anna Lee – przyjaciółka Katriny z Chcago, która pomagała jej w podejmowaniu decyzji odnośnie do sercowych perypetii. Jest w tym samym wieku, co Katrina. Jest swoistym przeciwieństwem swojej przyjaciółki: ma wydatny biust, głowę w niesfornych blond lokach oraz uwielbia się śmiać i bawić.
- Nancy Knott – fryzjerka ze Swede Town. Pochodzi z Hamburga. Jest bardzo oszczędna w słowach.
- Henry Knott – mąż Nancy.
- Lars Swensen – sąsiad Lordora Nordstorma, również hodujący bydło.
- Birdie Swensen – żona Larsa.
- Elmer Mims – wprowadził się do osady w 1897 roku razem z żoną. Jest alkoholikiem.
- Teddy – syn Katriny i Lordora.
- Ingrid – córka Katriny i Lordora, nazwana tak po swojej babci.